# Streuberg
Streuberg ist ein Teil der sächsischen Gemeinde Bergen im Vogtlandkreis, der offiziell nicht als Ortsteil geführt wird.

## Geographie

### Geographische Lage und Verkehr
Die Häusergruppe Streuberg liegt südwestlich von Bergen auf der Ortsgemarkung am gleichnamigen Streuberg. Nördlich der Siedlung befindet sich der Granittagebau Bergen. Streuberg befindet sich im Zentrum des Vogtlandkreises und im sächsischen Teil des historischen Vogtlands. Geografisch liegt der Ort im Osten des Naturraums Vogtland. 

### Nachbarorte
| Mechelgrün |                                             | Bergen |
| Theuma     | Kompassrose, die auf Nachbargemeinden zeigt |        |
|            |                                             |        |

## Geschichte
Die Häusergruppe Streuberg in der südwestlichen Ortsflur von Bergen gehörte als Teil von Bergen ursprünglich zum kursächsischen bzw. späteren königlich-sächsischen Amt Plauen, dem der Ort bis 1856 unterstand. 1856 wurde Streuberg in der Flur von Bergen dem Gerichtsamt Falkenstein und 1875 der Amtshauptmannschaft Auerbach angegliedert.
Durch die zweite Kreisreform in der DDR kam die Siedlung Streuberg als Gemeindeteil von Bergen im Jahr 1952 zum Kreis Auerbach im Bezirk Chemnitz (1953 in Bezirk Karl-Marx-Stadt umbenannt), der 1990 als sächsischer Landkreis Auerbach fortgeführt wurde und 1996 im Vogtlandkreis aufging. Streuberg wird seit dem 1. Oktober 2010 nicht mehr explizit als Gemeindeteil ausgewiesen, sondern er ist nun dem Ort Bergen untergeordnet.